# Zona Universitària
|  | Per a altres significats, vegeu «Zona Universitària (desambiguació)». |

La Zona Universitària és un sector del districte de les Corts de Barcelona on es concentren diverses facultats i campus de diferents universitats de la ciutat de Barcelona. Està dividit entre els barris de Pedralbes i la Maternitat i Sant Ramon al voltant de l'avinguda Diagonal.
Campus de la Zona Universitària:
- Campus Nord (Universitat Politècnica de Catalunya)[1]
- Campus Sud (Universitat Politècnica de Catalunya)
- Campus de la Diagonal Portal del Coneixement (Universitat de Barcelona)